# تشاندا روميرو
تشاندا روميرو هي ممثلة فلبينية، ولدت في 6 مارس 1954 في الفلبين.

## وصلات خارجية
- تشاندا روميرو على موقع IMDb (الإنجليزية)
- تشاندا روميرو على موقع قاعدة بيانات الفيلم (الإنجليزية)